# Venturia robusta
Venturia robusta là một loài tò vò trong họ Ichneumonidae.